# Atnur, Manvi
Atnur là một làng thuộc tehsil Manvi, huyện Raichur, bang Karnataka, Ấn Độ.